# Pripjaty (Volinyi terület)
Pripjaty (ukránul: Прип'ять, oroszul: Припять; 1946 előtt: Butmer, ukránul: Бутмер) falu Ukrajna Volinyi területén. A lengyel és a fehérorosz határ közelében, 162 méteres tengerszint feletti magasságban fekszik. A 2023-es népszámlálás adatai szerint lakossága 545 fő volt. A település postai irányítószáma: 44030, körzethívószáma: 3355.

## Történelem
A falu jelenlegi nevét még egy 1938 környéken indított kezdeményezés során szovjet nyomásra kapta meg, hogy a németes hangzású eredeti nevét (Butmer) lecseréljék. A névváltozás 1946-ban lett hivatalos. 
2006. október 26-án szentelték fel a faluban a Szent Demeter-templomot. 